# Cantillac
Cantillac – miejscowość i dawna gmina we Francji, w regionie Nowa Akwitania, w departamencie Dordogne. W 2013 roku populacja ówczesnej gminy wynosiła 200 mieszkańców. 
W dniu 1 stycznia 2019 roku z połączenia sześć ówczesnych gmin – Cantillac, Eyvirat, La Gonterie-Boulouneix, Saint-Crépin-de-Richemont, Sencenac-Puy-de-Fourches oraz Valeuil – włączono do gminy Brantôme en Périgord z siedzibą w miejscowości Brantôme. 